# ヘスス・マヌエル・エストラーダ
マヌエル・デ・ヘスス・エストラーダ・ゴメス（Manuel De Jesús Estrada Gómez, 1963年12月6日 - 2003年11月12日）は、コロンビアの歌手。
幼い頃から、彼の好きな歌手ラファエル・オロスコ・マエストレによく似た天才的な歌声で知られるようになりました。最初のイスマエル・ルーダスを録音した後、アコーディオン奏者のオマール・ゲレスと歌い、「Los caminos de la vida」という曲を録音し、この曲で彼は国際的に非常に有名になりました。この曲は、北島三郎が日本語で歌っている。
ヘスス・マヌエル・エストラーダは、2003年11月12日、コンサートを行った後、交通事故により死亡した。

## アルバム
- 1988 - De fiesta por Colombia

- 1990 - Directo al corazón
- 1990 - Mil frases
- 1991 - La verdad del cuento

- 1992 - Cómo los dioses
- 1993 - Sorpresa caribe
- 1994 - Tocándo el cielo

- 1995 - Nos tomamos el mundo

- 1997 - Sagitario
- 1998 - Fantástico
- 1999 - Con el alma en las manos
- 2000 - Piel sin alma
- 2002 - Con más fuerza

- 2003 - Quédate conmigo (EP)
- 2004 - Un gran cantor